# Psychedelic and Underground Music
Psychedelic and Underground Music è un album dei The Psycheground Group pubblicato in Italia nel 1971.

## Il disco
Venne pubblicato dalla Lupus, con numero di catalogo LUS 207. Contiene cinque tracce strumentali. L'album, che risente delle influenze blues e psichedeliche inglesi degli anni '60, non riporta i nomi dei musicisti ma solamente lo pseudonimo del produttore, Ninety, dietro al quale si celava il compositore Gian Piero Reverberi, produttore di numerosi gruppi progressive dell'epoca.
Due brani, Psycheground e Ray, sono stati inseriti in una compilation prodotta dall'etichetta Leo dal titolo Double Dacron. L'album è stato ristampato una prima volta nel 2008 dall'etichetta Cinedelic e una seconda nel 2010 su compact disc dall'etichetta AMS.

## Tracce
1. Psycheground – 8:26
2. Easy – 7:36
3. Traffic – 6:16
4. Ray – 3:07
5. Tube – 7:52

Tutte le canzoni sono state composte da Gian Piero Reverberi.